# 芹川ダム (大分県)
芹川ダム（せりかわダム）は、大分県竹田市と大分市に跨る、一級河川・大分川水系芹川に建設されたダムである。
大分県が管理を行う県営ダムで、高さ52.2メートルの重力式コンクリートダム。芹川及び大分川下流の治水とかんがい、および水力発電を目的に国庫の補助を受けて建設された大分県では初となる補助多目的ダムである。七瀬川に建設されたななせダム（旧称：大分川ダム）が完成するまでは大分川水系最大、そして唯一の多目的ダムであった。ダムによって形成された人造湖は芹川貯水池（せりかわちょすいち）と呼ばれ、通称は付けられていない。

## 概要
芹川ダムは、戦後の国土復興計画に伴う電力開発、洪水調節、農業用水確保を目的とし、大分県による史上2例目の河川開発事業の一環として1952年（昭和28年）に着工し、1957年（昭和32年）に竣工した大分県における多目的ダムの嚆矢とも言うべきダムである。
当ダムの着工年である1952年（昭和28年）6月には、西日本各地で梅雨による昭和28年西日本水害が起き、大分川流域でも多数の死者・行方不明者を出すとともに、小野鶴橋や舞鶴橋の流失、広域にわたる浸水といった大きな被害を受けた。このため、竣工前の1956年（昭和31年）には、計画高水流量が改定され、当ダムで300m3/sの洪水調節が行われることとなった。
竣工と同時に、ダム湖にはワカサギが放流され、以来、九州では数少ないワカサギの生息地として、内水面漁業が行われるとともに、釣り客でにぎわっている。また、ブラックバス釣りのポイントとしても知られている。